# 유회 (성양대왕)
성양대왕 유회(城陽戴王 劉恢, ? ~ 기원전 44년)는 중국 전한의 황족 · 제후왕으로, 성양왕이다. 성양강왕 유순의 아들이다.
아버지가 성양강왕 46년(기원전 52년)에 죽자 성양왕을 계승했다. 성양대왕 8년(기원전 44년)에 죽어 아들 성양효왕 유경이 왕위를 계승했다.

## 가계
- 성양강왕 유순
  - 성양대왕 유회
    - 성양효왕 유경
    - 석산절후 유현
    - 도양절후 유음
    - 삼봉후 유사
    - 이향경후 유천

석산절후 ~ 이향경후는 영광 3년(기원전 31년)에 봉해졌다.